# Dänische Unihockeynationalmannschaft
Die dänische Unihockeynationalmannschaft repräsentiert Dänemark bei Länderspielen und internationalen Turnieren in der Sportart Unihockey (auch bekannt als Floorball).
1989 gründete sich die Dansk Floorball Union, 1991 wurde sie in die International Floorball Federation aufgenommen. Das erste Länderspiel bestritt die dänische Nationalmannschaft am 6. Februar 1993 in Grenå gegen Norwegen. Das Spiel endete mit einem 7:3 für Norwegen. 1998 und 2000 wurde Dänemark jeweils Weltmeisterschaftsvierter, 1998 nach einer 1:4-Niederlage gegen Finnland im kleinen Finale, 2000 nach einem 2:4 gegen die Schweiz.

## Weltmeisterschaften

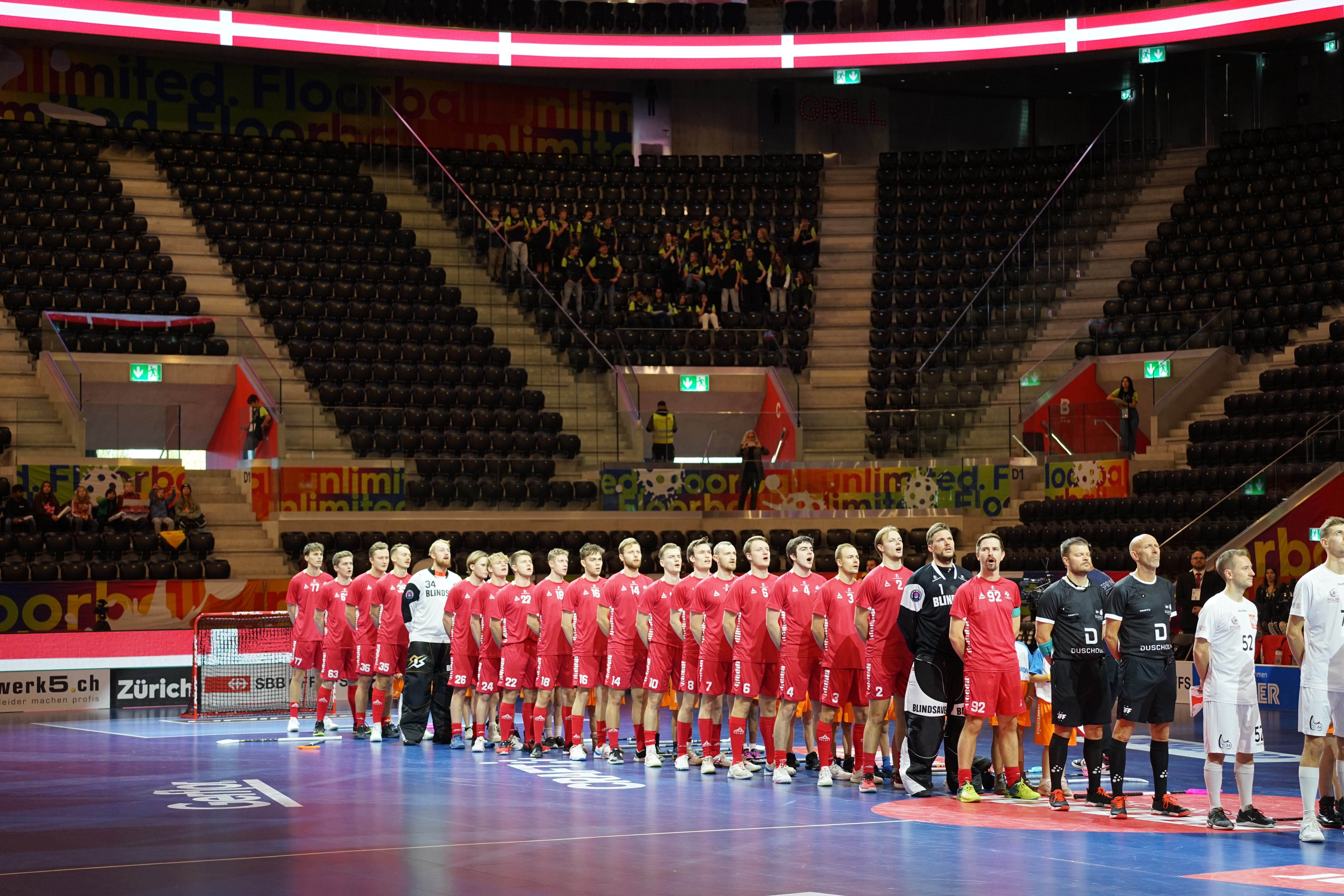
Die dänische Mannschaft an der WM 2022

| WM   | Austragungsort(e)                              | Platz              |
| ---- | ---------------------------------------------- | ------------------ |
| 1996 | Skellefteå, Uppsala, Stockholm                 | 7. Platz           |
| 1998 | Brünn, Prag                                    | 4. Platz           |
| 2000 | Drammen, Oslo, Sarpsborg                       | 4. Platz           |
| 2002 | Helsinki                                       | 6. Platz           |
| 2004 | Zürich, Kloten                                 | 9. Platz           |
| 2006 | Helsingborg, Malmö, Botkyrka, Solna, Stockholm | 6. Platz           |
| 2008 | Ostrava, Prag                                  | 9. Platz           |
| 2010 | Helsinki, Vantaa                               | 13. Platz          |
| 2012 | Zürich, Bern                                   | nicht qualifiziert |
| 2014 | Göteborg                                       | 7. Platz           |
| 2016 | Riga                                           | 5. Platz           |
| 2021 | Helsinki                                       | 10. Platz          |
| 2022 | Zürich, Winterthur                             | 10. Platz          |
| 2024 | Malmö                                          | 10. Platz          |

## Europameisterschaften
1994 und 1995 fanden zwei Europameisterschaften im Unihockey statt.
| WM   | Austragungsort(e) | Platz    |
| ---- | ----------------- | -------- |
| 1994 | Helsinki          | 7. Platz |
| 1995 | Schweiz           | 6. Platz |